# Fabra-Observatorium

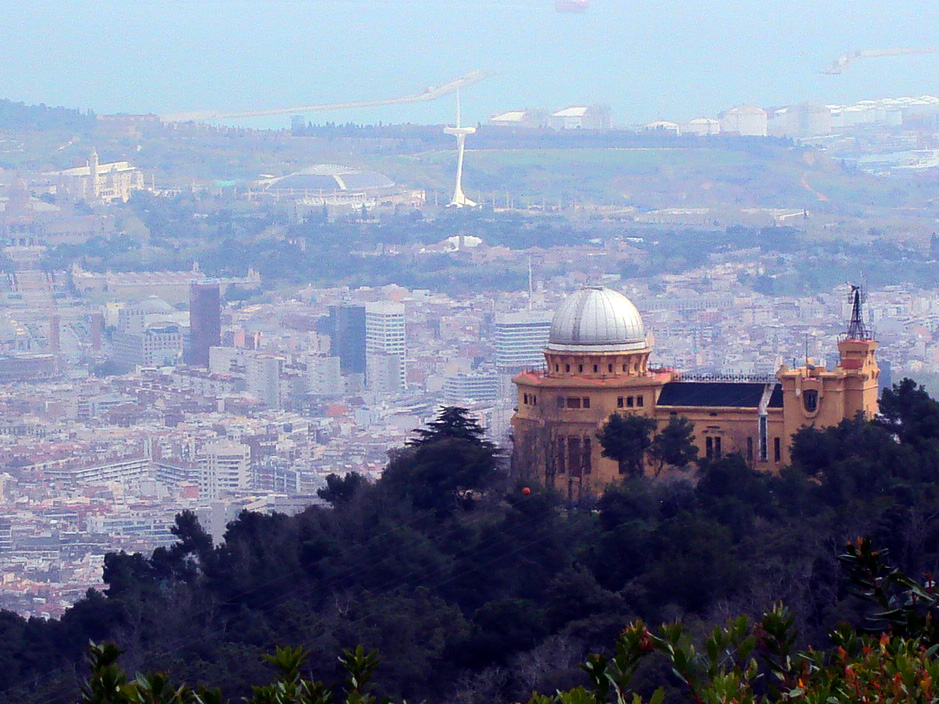
Das Observatori Fabra

Das Fabra-Observatorium (Katalanisch: Observatori Fabra) ist ein astronomisches, seismologisches und meteorologisches Observatorium auf dem Berg Tibidabo in Barcelona, Katalonien gelegen auf einer Höhe von 415 m über dem Meeresspiegel.
Das Gebäude wurde von dem Architekten Josep Domènech i Estapà gebaut und am 7. April 1904 in Anwesenheit von König Alfons XIII. eröffnet und gehört zur Reial Acadèmia de Ciències i Arts de Barcelona. Seine Hauptaktivität sind Studien über Asteroiden und Kometen. Es ist das viertälteste Observatorium der Welt, das noch in Betrieb ist.
Der Komet 32P/Comas Solá wurde hier 1926 von Josep Comas i Solà entdeckt.